# クールな恋
「クールな恋」（クールなこい、Baby, Please Don't Run Away）は、1968年9月にザ・ゴールデン・カップスが発表した楽曲である。作詞：松島由佳、作曲：村井邦彦。

## 概説
ザ・ゴールデン・カップスが1968年9月に発表したシングル「愛する君に」のB面に収録されていた曲である。アニメ『巨人の星』に出てくる架空のアイドルグループ「オーロラ三人娘」（オーロラ3人娘）の歌として知られている。近年ではバラエティ番組『中井正広のブラックバラエティ』（日本テレビ）のオープニング曲として使われていた。

## オーロラ三人娘
アニメ『巨人の星』では、主人公・星飛雄馬の最初の恋人の橘ルミの所属するアイドルグループ「オーロラ三人娘」のヒット曲という設定で使われる劇中歌である。2002年に放送された『巨人の星【特別編】猛虎・花形満』ではエンディングテーマに使用された。
実際に「オーロラ3人娘」名義でフルコーラスが録音されており、1993年発売のCD『巨人の星 オリジナル サウンドトラック』、1996年発売のCD『懐かしのミュージッククリップ（5）巨人の星/アタックNo.1』、2003年発売のCD『巨人の星 ミュージック・ファイル』に収録されている。

## オーロラ5人娘
千葉麗子、千葉千恵巳、山下玲子、山下真希、橋本市子によって結成されたアイドル音楽ユニット「オーロラ5人娘」によってカヴァーされたシングルが、1993年4月7日に東芝EMI / EASTWORLDから発売された。表題曲である「クールな恋」は、1994年に発売されたOVA『おたくの星座』のエンディングテーマとして使用されている。
「オーロラ5人娘」（オーロラ五人娘）は1991年に発売されたファミリーコンピュータ用ロールプレイングゲーム『おたくの星座』に登場するキャラクターの名前である。

### 収録曲
| 全編曲: Yang-Ching。 |                                      |           |           |       |
| #                    | タイトル                             | 作詞      | 作曲      | 時間  |
| 1.                   | 「クールな恋」                       | 松島由佳  | 村井邦彦  | 4:51  |
| 2.                   | 「DOKI DOKI GLAMOR」                 | 能智ルナ  | 渡辺貴浩  | 6:08  |
| 3.                   | 「クールな恋」(オリジナル・カラオケ) |           |           | 4:52  |
| 合計時間:            | 合計時間:                            | 合計時間: | 合計時間: | 15:51 |